# U-85 (tàu ngầm Đức) (1941)
U-85 là một tàu ngầm tấn công  Lớp Type VII thuộc phân lớp Type VIIB được Hải quân Đức Quốc Xã chế tạo trong Chiến tranh Thế giới thứ hai. Nhập biên chế năm 1941, nó đã thực hiện được bốn chuyến tuần tra, đánh chìm được ba tàu buôn tổng tải trọng 15.060 GRT. Trong chuyến tuần tra cuối cùng tại khu vực Tây Đại Tây Dương, U-85 bị tàu khu trục Hoa Kỳ USS Roper đánh chìm ngoài khơi Bodie Island, North Carolina, vào ngày 14 tháng 4, 1942. Trong số thủy thủ tử trận có những người mặc thường phục với chứng minh thư giả, đặt ra nghi vấn U-85 tham gia đổ bộ gián điệp xâm nhập vào Hoa Kỳ. Xác tàu đắm của U-85 được công nhận là một Danh lam Lịch sử Quốc gia.

## Thiết kế và chế tạo

### Thiết kế
Phân lớp VIIB của Tàu ngầm Type VII là một phiên bản VIIA được mở rộng. Chúng có trọng lượng choán nước 753 t (741 tấn Anh) khi nổi và 857 t (843 tấn Anh) khi lặn). Con tàu có chiều dài chung 66,50 m (218 ft 2 in), lớp vỏ trong chịu áp lực dài 48,80 m (160 ft 1 in), mạn tàu rộng 6,20 m (20 ft 4 in), chiều cao 9,50 m (31 ft 2 in) và mớn nước 4,74 m (15 ft 7 in).
Chúng trang bị hai động cơ diesel Germaniawerft F46 6-xy lanh 4 thì, tổng công suất 2.800–3.200 PS (2.100–2.400 kW; 2.800–3.200 bhp), dẫn động hai trục chân vịt đường kính 1,23 m (4,0 ft), cho phép đạt tốc độ tối đa 17,9 kn (33,2 km/h), và tầm hoạt động tối đa 8.700 nmi (16.100 km) khi đi tốc độ đường trường 10 kn (19 km/h). Khi đi ngầm dưới nước, chúng sử dụng hai động cơ/máy phát điện AEG GU 460/8-276 tổng công suất 750 PS (550 kW; 740 shp). Tốc độ tối đa khi lặn là 8 kn (15 km/h), và tầm hoạt động 90 nmi (170 km) ở tốc độ 4 kn (7,4 km/h). Con tàu có khả năng lặn sâu đến 230 m (750 ft).
Vũ khí trang bị có năm ống phóng ngư lôi 53,3 cm (21 in), bao gồm bốn ống trước mũi và một ống phía đuôi, và mang theo tổng cộng 14 quả ngư lôi, hoặc tối đa 22 quả thủy lôi TMA, hoặc 33 quả TMB. Tàu ngầm Type VIIB bố trí một hải pháo 8,8 cm SK C/35 cùng một pháo phòng không 2 cm (0,79 in) trên boong tàu. Thủy thủ đoàn bao gồm 4 sĩ quan và 40-56 thủy thủ.

### Chế tạo
U-85 được đặt hàng vào ngày 9 tháng 6, 1938, và được đặt lườn tại xưởng tàu của hãng Flender Werke tại Lübeck vào ngày 18 tháng 12, 1939. Nó được hạ thủy vào ngày 10 tháng 4, 1941, và nhập biên chế cùng Hải quân Đức Quốc Xã vào ngày 7 tháng 6, 1941 dưới quyền chỉ huy của Hạm trưởng, Trung úy Hải quân Eberhard Greger.

## Lịch sử hoạt động

### 1941

#### Chuyến tuần tra thứ nhất
U-85 xuất phát từ cảng Trondheim, Na Uy vào ngày 28 tháng 8, 1941 cho chuyến tuần tra đầu tiên trong chiến tranh. Nó đi vào Bắc Hải, rồi băng qua khe GIUK giữa quần đảo Faroe và Iceland để tiến vào khu vực tuần tra trong Bắc Đại Tây Dương. Vào ngày 10 tháng 9, U-85 phóng hai quả ngư lôi tấn công Đoàn tàu SC 42 ở vị trí về phía Đông Bắc mũi Farewell, Greenland; một quả ngư lôi trúng đích đã đánh chìm tàu buôn Anh Thistleglen, khiến ba thủy thủ thiệt mạng. Nó kết thúc chuyến tuần tra và đi đến cảng St. Nazaire bên bờ biển Đại Tây Dương của Pháp đã bị Đức Quốc Xã chiếm đóng vào ngày 18 tháng 9.

#### Chuyến tuần tra thứ hai
Sau khi chuyển căn cứ từ St. Nazaire đến Lorient cùng tại bờ biển Đại Tây Dương của Pháp vào ngày 13 tháng 10, U-85 khởi hành ba ngày sau đó cho chuyến tuần tra thứ hai, và hoạt động trong vùng biển Bắc Đại Tây Dương tiếp cận bờ biển Newfoundland, Canada. Chiếc tàu ngầm đã không đánh chìm được mục tiêu nào, và quay trở về cảng Lorient khi kết thúc chuyến tuần tra vào ngày 27 tháng 11.

### 1942

#### Chuyến tuần tra thứ ba
U-85 khởi hành từ Lorient vào ngày 8 tháng 1 cho chuyến tuần tra thứ ba, và tiếp tục hoạt động trong vùng biển Bắc Đại Tây Dương phía Đông Newfoundland. Lúc 20 giờ 20 phút ngày 9 tháng 2, sau bảy giờ truy đuổi mục tiêu, nó phóng ba quả ngư lôi tấn công tàu buôn Anh Empire Fusilier vốn bị tách rời khỏi Đoàn tàu On 60. Một quả ngư lôi trúng đích khiến Empire Fusilier đắm ở vị trí về phía Đông Nam St. Johns, Newfoundland, khiến sáu thủy thủ và ba pháo thủ thiệt mạng. Nó kết thúc chuyến tuần tra và quay trở về căn cứ St. Nazaire vào ngày 23 tháng 2.

#### Chuyến tuần tra thứ tư
U-85 khởi hành từ căn cứ St. Nazaire vào ngày 21 tháng 3 cho chuyến tuần tra thứ tư, cũng là chuyến cuối cùng. Trong Đại Tây Dương, nó đã đánh chìm tàu buôn Na Uy Christen Knudsen ngoài khơi bờ biển New Jersey vào ngày 10 tháng 4.

#### Bị mất
U-85 đang hoạt động tại khu vực phụ cận Bodie Island, North Carolina lúc nữa đêm ngày 13 tháng 4, khi nó bị tàu khu trục Hoa Kỳ USS Roper phát hiện qua radar ở khoảng cách 2.700 yd (2.500 m). Vào lúc này U-85 đang đi trên mặt nước hướng xuống phía Nam, và nó đã phóng một quả ngư lôi phía đuôi tấn công chiếc tàu khu trục, khi Roper rút ngắn khoảng cách xuống còn 700 yd (640 m). Roper né tránh được quả ngư lôi, và khi tiếp cận đến khoảng cách 300 yd (270 m), U-85 bẻ lái mạnh sang mạn phải để tạo góc bắn cho khẩu hải pháo. Roper chiếu sáng mục tiêu bằng đèn pha, nả hỏa lực súng máy và bắn trúng một phát đạn pháo 3-inch vào đối thủ. Khi U-85 lặn xuống ẩn nấp, Roper thả một loạt 11 quả mìn sâu, đánh chìm đối thủ tại tọa độ 35°55′B 75°13′T / 35,917°B 75,217°T.

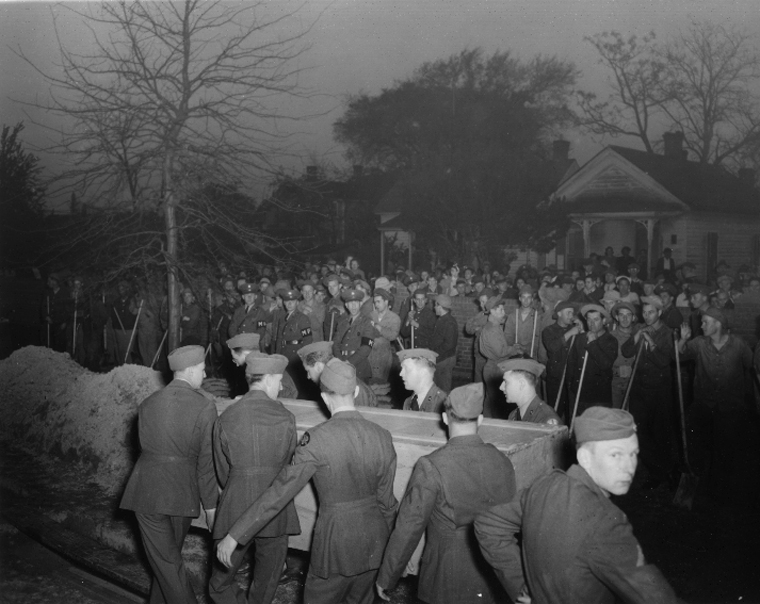
29 thủy thủ của U-85 được mai táng tại Nghĩa trang Quốc gia Hampton.

Nhiều người sống sót trôi dạt trên biển, nhưng không có nỗ lực cứu vớt nào mãi cho đến khi trời sáng. Đến lúc đó không còn ai sống sót trong số 29 thi thể trôi nổi trên áo phao cá nhân. Một số thi thể mặc quần áo dân sự, mang nhiều tiền mặt đô-la cùng chứng minh thư Hoa Kỳ trong ví. Các thi thể được lấy dấu vân tay, chụp ảnh và mai táng theo nghi thức quân đội vào ban đêm tại Nghĩa trang Quốc gia Hampton.
U-85 trở thành tàu ngầm U-boat đầu tiên bị mất trong Chiến dịch Drumbeat (Paukenschlag), một kế hoạch đánh phá bờ Đông Hoa Kỳ trong năm 1942. Do thành tích đánh chìm U-85, Huân chương Chữ thập Hải quân được trao tặng cho Thiếu tá Hải quân Hamilton W. Howe, hạm trưởng Roper, cùng cấp trên của ông, Trung tá Hải quân Stanley C. Norton, Tư lệnh Đội tàu khu trục 54.

### "Bầy sói" tham gia
U-85 từng tham gia bốn bầy sói:
- Markgraf (1 – 11 tháng 9, 1941)
- Schlagetot (20 tháng 10 – 1 tháng 11, 1941)
- Raubritter (1 – 17 tháng 11, 1941)
- Störtebecker (17 – 22 tháng 11, 1941)

### Tóm tắt chiến công
U-85 đã đánh chìm được ba tàu buôn tổng tải trọng 15.060 GRT:
| Ngày             | Tên tàu         | Quốc tịch      | Tải trọng | Số phận      |
| ---------------- | --------------- | -------------- | --------- | ------------ |
| 10 tháng 9, 1941 | Thistleglen     | United Kingdom | 4.748     | Bị đánh chìm |
| 9 tháng 2, 1942  | Empire Fusilier | United Kingdom | 5.408     | Bị đánh chìm |
| 10 tháng 4, 1942 | Chr. Knudsen    | Norway         | 4.904     | Bị đánh chìm |